# Ludwig Dreyfus
Artur Ludwig Dreyfus, nacido el 22 de octubre de 1885 en King William's Town, Cabo de Buena Esperanza, y fallecido el 4 de febrero de 1967 en Västerås, fue un ingeniero alemán y Dr.-Ing. en ingeniería eléctrica que trabajó principalmente en Suecia, donde trabajó en ASEA.

## Membresías en academias y premios
En 1928, Dreyfus recibió la medalla de oro de la Real Academia Sueca de Ciencias de la Ingeniería con la motivación "por sus contribuciones en el campo de las máquinas eléctricas, en particular la naturaleza de la ruptura en materiales de instalación fija, la teoría de la conmutación para máquinas eléctricas y las pérdidas adicionales en motores asíncronos". En 1934, recibió la medalla de oro Cedergrenska por su destacada autoría en el campo de la ingeniería eléctrica.
Dreyfus fue elegido miembro extranjero de la Real Academia Sueca de Ciencias de la Ingeniería en 1939 y se convirtió en el miembro extranjero número 804 de la Real Academia de las Ciencias de Suecia en 1942, donde en 1955 fue transferido a la categoría de miembro sueco, con el número 988. En 1949 fue nombrado doctor honoris causa por el Real Instituto de Tecnología.